# Gelsenkirchen
Gelsenkirchen este un oraș cu statut administrativ de district urban în landul Renania de Nord-Westfalia, Germania.

## Personalități
- Manuel Neuer (n. 1986), fotbalist